# Gassulawiya
Gassulawiya of Gassulauia (Gaššulauiaš) was de tawanannas die tegen het einde van de 14e eeuw v.Chr. aan de zijde van Mursili II over het Hettitisch Rijk heerste. Mursili II was van ca. 1321 tot 1295 v.Chr. koning van de Hettieten in Hattusa.
Van Gassulawiya is bekend dat zij meerdere kinderen had. Een dochter Massanauzzi (Matanza genoemd in de correspondentie met het Egyptische hof van Ramses II) die getrouwd was met de vazalkoning Masturi, en drie zonen, namelijk Muwatalli, Hattusilis III en Halpasulupi.
Bij zijn tweede vrouw Tanuhepa had Mursili ook nog kinderen, maar hun namen werden niet opgetekend.
Blijkbaar is Gassulawiya op zeker moment zwaar ziek geworden. In een gebed richt zij zich tot de godin Lilwanis met een votiefbeeldje om van de ziekte verlost te worden.